# PDFsam Basic
PDFsam Basic ist eine plattformunabhängige Free Open Source Software zum Bearbeiten von PDF-Dokumenten. Systemvoraussetzung ist eine funktionierende Java Virtual Machine auf einem beliebigen Betriebssystem.

## Funktionalität
PDFsam Basic arbeitet mit Plug-ins, die von der Benutzeroberfläche (egal ob graphisch oder nicht) aufgerufen werden und jeweils für eine spezielle Aufgabe zuständig sind. Es ist jedoch zu beachten, dass PDFsam Basic in keiner Weise den Inhalt von PDF-Dokumenten verändert, sondern nur die Seitenanordnung. Die Plug-ins übernehmen zum Beispiel folgende Aufgaben:
- Teilen: das Teilen von PDF-Dokumenten anhand einer bestimmten Seitenzahl, in Einzelseiten, nach Lesezeichen oder nach Dateigröße
- Zusammenführen: das Zusammenführen beliebig vieler PDF-Dokumente oder deren Teilbereiche in ein einziges
- Extrahieren: das Extrahieren von Seiten einer oder mehrerer Dateien in eine PDF-Datei
- Mischen: das Mischen von zwei oder mehreren Dateien
- Drehen: das Drehen mehrerer PDF-Dokumente oder deren Teilbereiche
- Speichern: das Speichern der Arbeitsumgebung, um zu einem späteren Zeitpunkt ab einem gewissen Stand weiterarbeiten zu können
- Visuelles Sortieren: das visuelle Sortieren, Drehen oder Löschen der einzelnen Seiten innerhalb eines Dokuments

Abgesehen von der letzten, welche nur in der sog. Enhanced Version enthalten ist, sind die genannten Funktionen schon in der Basis-Version enthalten und auch für die Linux-Distributionen von Ubuntu und Debian verfügbar. Eine Arch-Linux-Version ist zurzeit nicht verfügbar.
Darüber hinaus gibt es eine kostenpflichtige „Enhanced“-Variante, die zusätzlich zum Beispiel das Ver- und Entschlüsseln sowie das Ändern der Metadaten von PDF-Dokumenten ermöglicht. Die automatische Mitinstallation der Enhanced-Version lässt sich vor der Installation abwählen. So hat der Nutzer die Möglichkeit beide Varianten zu testen, bevor er sich für oder gegen die kostenpflichtige Version entscheidet. Eine weitere Variante ist „PDFsam Visual“, die ein verbessertes visuelles Bearbeiten von PDF-Dokumenten ermöglichen soll. Die Software kann vierzehn Tage lang getestet werden. Danach muss eine kostenpflichtige Lizenz erworben werden.